# Kanopos
Kanopos (stgr. Κάνωπος Kanopos lub stgr. Κάνωβος Kanobos, łac. Canopus) – starożytne miasto na śródziemnomorskim wybrzeżu Egiptu, w północno-zachodniej delcie, niedaleko Heracleum. Obecnie Abu Kir leżące ok. 25 km na północny wschód od Aleksandrii.
Według greckiej legendy zostało założone przez króla spartańskiego Menelaosa, który wracając spod Troi stracił u wybrzeży Egiptu nawigatora jednego ze swoich okrętów, Kanoposa (Tacyt, Roczniki II.60).

## Kanopos w czasach przedgreckich
Obok etymologii legendarnej istnieje teoria zakładająca, że nazwa wywodzi się od imienia boga czczonego w mieście jeszcze w czasach staroegipskich. Jego położenie wraz z Peluzjum i Cercasorus wykorzystane zostało przez Herodota do opisania granic delty (Dzieje II.15). Miasto było również głównym egipskim portem do czasów budowy Aleksandrii. Od Kanopos pochodziła nazwa najbardziej wysuniętej na zachód odnogi i ujścia Nilu, przez które musiał przepływać każdy statek handlowy, wpływający z otwartego morza (Dzieje II.179). W trakcie prac archeologicznych, w mieście znaleziono naczynia przypominające słoje z przykrywką w kształcie głowy ludzkiej lub zwierzęcej (zawierały wnętrzności zmumifikowanych zmarłych, od nazwy miasta pojemniki nazwano kanopami). 

## Okres grecko-rzymski
W okresie hellenistycznym jedno z głównych miejsc kultu Serapisa, według Strabona znane z licznych uzdrowień (Geografia XVII.1.17). W 238 p.n.e. za rządów Ptolemeusza III Euergetesa odbył się tu synod egipskich kapłanów, który skutkował wydaniem tzw. Dekretu z Kanopos, reformującego kalendarz w sposób uwzględniający rok przestępny. Dzięki pracom archeologicznym odkryto stelę z zapisem dekretu w dwóch językach: egipskim i greckim oraz trzech zapisach: hieroglificznym, demotycznym i greckim, stanowiącą obok Kamienia z Rosetty podstawę do odczytania pisma egipskiego.
W literaturze rzymskiej Kanopos było opisywane jako miejsce wystawnego trybu życia oraz przysłowiowej niemoralności i złego prowadzenia (Strabo Geografia XVII.1.16, Seneka List 51. do Lucjusza, Juwenalis Satyra VI). W pierwszej połowie II wieku n.e. cesarz Hadrian kazał wybudować sobie willę w Tivoli, w której basen i Serapejon zostały wybudowane na wzór kanopijskich.